# 諾米鸚竺鯛
諾米鸚竺鯛（學名：Ostorhinchus noumeae），又稱諾米鸚天竺鯛，為輻鰭魚綱鈎頭魚目天竺鯛科鸚竺鯛屬下的一個種，分布於中西太平洋新喀里多尼亞海域，深度0至2公尺，棲息在珊瑚礁，夜間成群活動，屬肉食性，繁殖期時，雄魚具有口孵習性，卵約7日化成仔魚，由雄魚吐出，具短暫的仔魚飄浮期，生活習性不明。